# Świetlik łąkowy

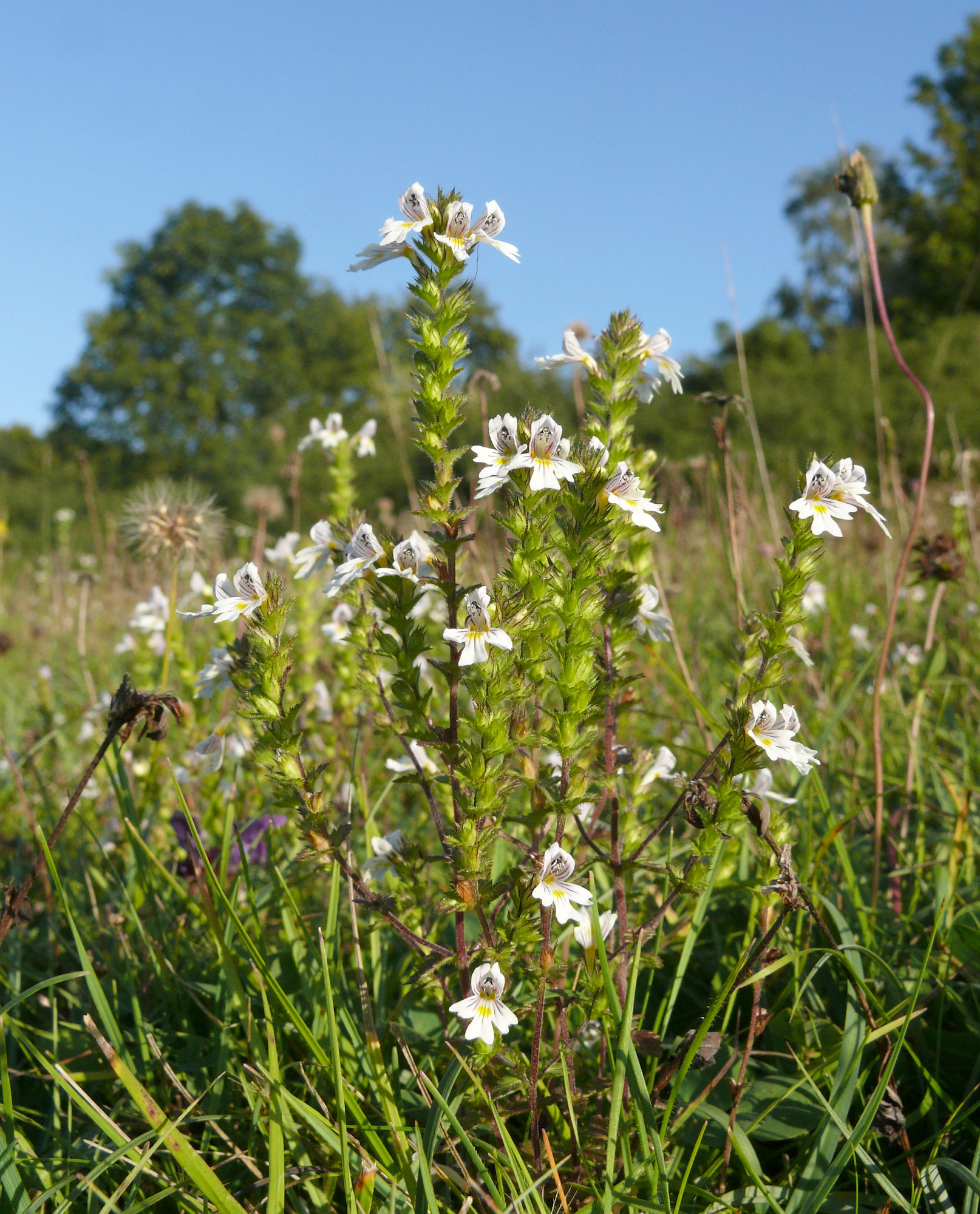
Pokrój

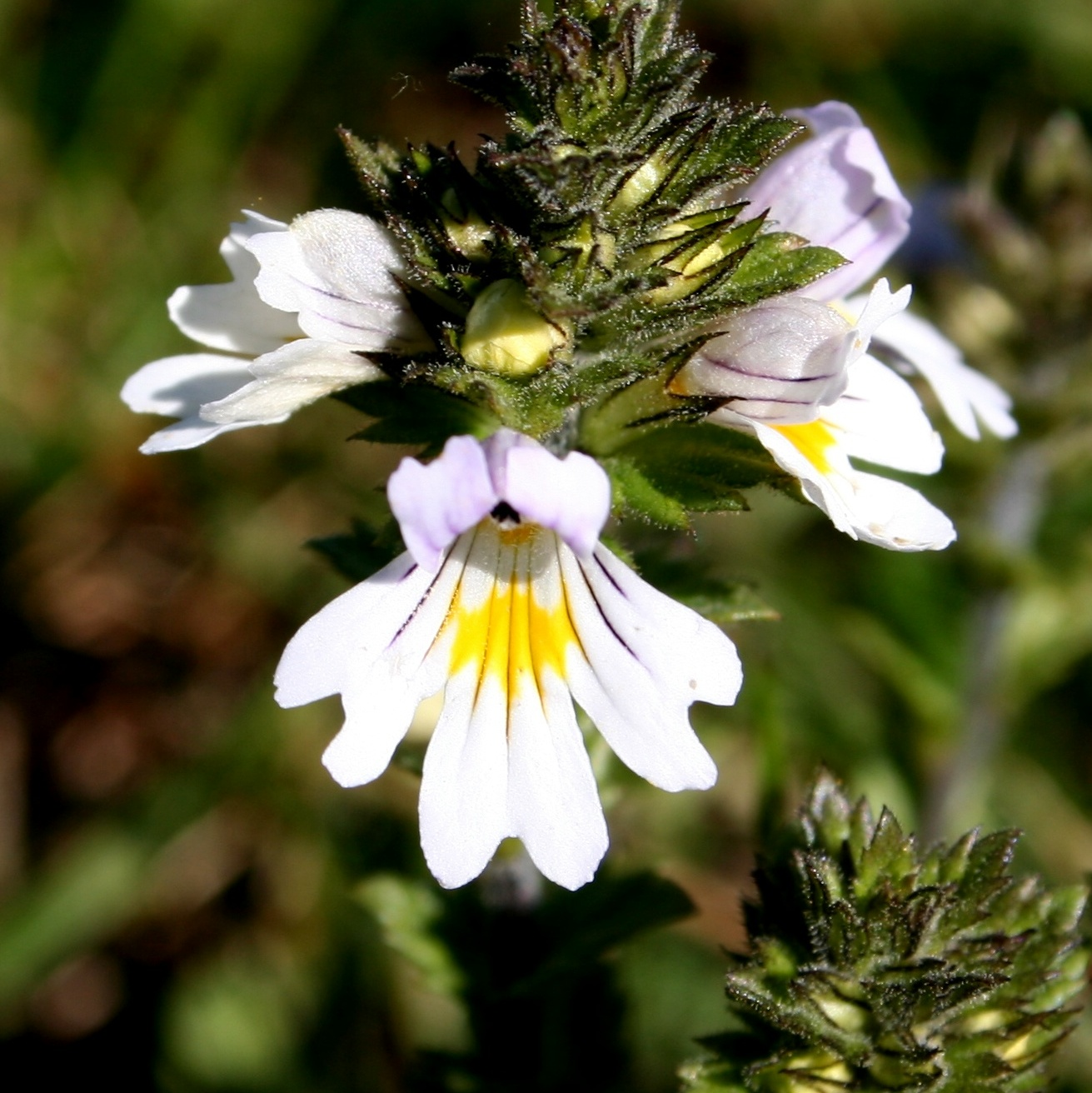
Kwiaty

Świetlik łąkowy (Euphrasia rostkoviana Hayne) – gatunek rośliny należący do rodziny zarazowatych. W innych systematykach zaliczany jest do rodziny trędownikowatych. Inna nazwa zwyczajowa: świetlik lekarski, nazwy ludowe: ptasie oczka, złodziej mleczny. Występuje na całym obszarze Europy, w Polsce jest rośliną pospolitą.
Naukowa nazwa gatunkowa upamiętnia Friedricha W. Rostkoviusa, lekarza i botanika ze Szczecina.

## Morfologia
ŁodygaSztywna, mało rozgałęziona, osiąga wysokość do 30 cm.
LiścieUlistnienie naprzeciwległe. Liście zazwyczaj równomiernie pokrywające łodygę, kształt blaszki liściowej – jajowaty, brzeg ząbkowany. Wszystkie pokryte gruczołowymi włoskami.
KwiatyGrzbieciste o 4-ząbkowym, zrosłodziałkowym i gruczołowato owłosionym kielichu. Kwiaty są małe, białe, fioletowo żyłkowane, z żółtą plamką na dolnej wardze. Górna warga korony jest dużo mniejsza od dolnej i nieco sklepiona. Wewnątrz korony pojedynczy słupek ze znamieniem wystającym poza gardziel i 4 dwusilne, przyrośnięte do korony pręciki o pylnikach pod górną wargą. Pylniki posiadają cienkie wyrostki, owad dostając się do nektaru potrąca je i obsypany zostaje pyłkiem.
OwoceGładkie, błyszczące, czerwonobrunatne nasiona w kształcie czółenek osadzone są po dwa w jajowatej torebce. Jedna roślina wydaje ok. 1000 nasion.
KłączeKrótkie, jakby ucięte.

## Biologia i ekologia
Roślina jednoroczna. Jest półpasożytem, z korzeni innych roślin za pomocą ssawek pobiera wodę wraz z solami mineralnymi. Kwitnie od czerwca do października, jest owadopylny lub samopylny. Występuje na łąkach, pastwiskach, torfowiskach, na obrzeżach lasów, w zaroślach, nad rowami. Lubi wilgotną, lekko bagienną glebę. W klasyfikacji zbiorowisk roślinnych gatunek charakterystyczny dla klasy (Cl.) Molinio-Arrhenatheretea.

## Zmienność
Tworzy mieszańce z świetlikiem wyprężonym i ś. zwartym.

## Zastosowanie
- Roślina lecznicza – świetlik był stosowany do celów medycznych od bardzo dawna, uważano go za ziele uzdrawiające oczy.
  - Surowiec zielarski: ziele świetlika (Herba Euphrasiae).
  - Skład chemiczny: ziele zawiera glikozyd — aukubinę, garbniki, kwasy fenolowe, olejek eteryczny, pochodne kumaryny, sole mineralne szczególnie dużo związków miedzi i manganu.
  - Działanie: używa się go do alergicznych i bakteryjnych zapaleń spojówek. Kwasy zawarte w świetliku mają cechy przeciwzapalne i przeciwbakteryjne. Uszczelniają naczynia krwionośne oczu, zapobiegają także krwawieniom z naczyń siatkówki. Świetlik może być stosowany w zapaleniach spojówek oczu i brzegów powiek, w wiosennym zapaleniu spojówek, przypadkach jęczmieni, a także w przypadkach zmęczenia oczu pracą przy sztucznym świetle, czy długim oglądaniem telewizji. Jest on również cenny dla ludzi, których oczy są nadwrażliwe na promienie słoneczne. Może być polecany do przemywania oczu w przypadkach katarów przebiegających z ostrym łzawieniem. Powinni o nim pamiętać ludzie narażeni na pyły i dymy przemysłowe. Ekstrakt ze świetlika lekarskiego jest wykorzystywany również w homeopatii. Kompozycja składników niektórych z homeopatycznych kropli ocznych jest zbliżona do naturalnego płynu łzowego. W ich skład wchodzi świetlik i nagietek lekarski, starzec popielaty oraz związki mineralne. Zapewniają one optymalny poziom nawilżenia gałki ocznej i łagodzą podrażnienia. Wyciąg ze świetlika lekarskiego przynosi ulgę osobom cierpiącym na zespół suchego oka, którego przyczyną jest niewystarczające pokrycie rogówki i spojówki tzw. „filmem łzowym”. Odwar z ziela świetlika może być stosowany wewnętrznie w chorobach żołądka i wątroby, w zaburzeniach trawienia i w kolce żółciowej, u ludzi z obniżonym ciśnieniem tętniczym. Medycyna ludowa polecała stosowanie świetlika przy bólach głowy i bezsenności. Świetlik lekarski jest wykorzystywany w przemyśle kosmetycznym. Wchodzi on w skład preparatów przeznaczonych do pielęgnacji i demakijażu skóry wokół oczu. Wraz z innymi wyciągami roślinnymi ma działanie przeciwzapalne, likwiduje obrzęki, łagodzi oznaki zmęczenia i stresu. Picie naparu ze świetlika łąkowego dwa razy dziennie wpływa na poprawę sprawności narządu wzroku i ostrości widzenia oraz przynosi ulgę zmęczonym oczom.
  - Zbiór i suszenie: ziele ścina się poniżej rozgałęzienia łodygi, tj. bez najniższej części, zwykle bezlistnej lub o zbrunatniałych liściach. Ziele zbiera się w czasie suchej pogody i po obeschnięciu rosy. Suszy się je w suszarniach naturalnych przy dużym przewiewie, a przy niesprzyjającej pogodzie, w temperaturze podwyższonej do 40 °C. Surowiec rozkłada się cienką warstwą. Jeden kg suszu otrzymuje się z około 3,5 kg ziela świeżego. Surowiec powinien składać się z ulistnionych pędów z kwiatami. Nie może zawierać bezlistnych łodyg, pędów z korzeniami i innych roślin. Wysuszony powinien mieć naturalną barwę i wilgotność do 11%.